# Arrows A19
Der Arrows A19 war der Formel-1-Rennwagen von Arrows Grand Prix International für die Saison 1998, der an allen 16 Rennen der Saison teilnahm.

## Technik und Entwicklung
Als Motor wurde ein 3,0-Liter-V10-Motor mit der Bezeichnung T2-F1 aus eigener Entwicklung verwendet. Er wog 120 kg und leistete bei maximal 15.000/min 700 PS. Der Teambesitzer von Arrows, Tom Walkinshaw, kaufte sich beim englischen Motorenhersteller Hart Racing Engines ein, nachdem der Vorjahresmotor allzu anfällig für Defekte war und eine Alternative gesucht wurde. Damit wurde Arrows das erste britische Team seit BRM 1977, das außer dem Chassis auch den Motor selbst produzierte.
Das Getriebe war ein sequentielles Sechsgang-Halbautomatikgetriebe aus eigener Produktion. Die Räder waren vorne und hinten an Doppelquerlenkern aufgehängt, die Reifen lieferte Bridgestone. Die Bremsanlage hatte keramische Bremsscheiben aus mit Kohlenstofffasern verstärktem Siliziumkarbid.

## Renngeschichte
In der ersten Februarwoche 1998 wurde der neue A19 das erste Mal in Silverstone von Pedro Diniz erfolgreich getestet. Die offizielle Vorstellung des Wagens war am 17. Februar in Leafield, der Basis von Arrows. Nach der Präsentation fanden Testfahrten in Barcelona statt. Bei diesen Tests zeigte sich, dass der Motor im Vergleich zur Konkurrenz zu schwach und das aus CFK bestehende Getriebegehäuse zu fragil war.
Bei insgesamt 32 Rennstarts wurde nur zehnmal das Ziel erreicht. Am anfälligsten für Defekte waren das Getriebe, der Motor und mit Ende der Saison das Hydrauliksystem des Wagens.

## Lackierung und Sponsoring
Der Wagen wurde, anders als im Vorjahr, ganz in Schwarz gehalten. Hauptsponsor Danka warb auf dem Heckflügel, der Airbox und auf der Nase direkt vor dem Fahrer. Der weitere Hauptsponsor Zepter warb mit seinem Logo auf den seitlichen Kühlern, Parmalat über den Luftleitblechen neben dem Fahrer und Power Horse auf dem Frontflügel. Weitere Sponsoren waren Eagle Star, Remus und Tom Walkinshaw Racing.

## Fahrer
Fahrer waren Pedro Diniz und Mika Salo; als Testfahrer wurden der Franzose Emmanuel Collard und der Südafrikaner Stephen Watson nominiert. Der Vorjahresfahrer Damon Hill wechselte für die Saison 1998 zu Jordan.

## Ergebnisse
| Fahrer                          | Nr.                             | 1   | 2   | 3   | 4   | 5   | 6 | 7   | 8  | 9   | 10  | 11  | 12  | 13  | 14  | 15  | 16  | Punkte | Rang |
| ------------------------------- | ------------------------------- | --- | --- | --- | --- | --- | - | --- | -- | --- | --- | --- | --- | --- | --- | --- | --- | ------ | ---- |
| Formel-1-Weltmeisterschaft 1998 | Formel-1-Weltmeisterschaft 1998 |     |     |     |     |     |   |     |    |     |     |     |     |     |     |     |     | 6      | 7.   |
| P. Diniz                        | 16                              | DNF | DNF | DNF | DNF | DNF | 6 | 9   | 14 | DNF | DNF | DNF | 11  | 5   | DNF | DNF | DNF | 6      | 7.   |
| M. Salo                         | 17                              | DNF | DNF | DNF | 9   | DNF | 4 | DNF | 13 | DNF | DNF | 14  | DNF | DNS | DNF | 14  | DNF | 6      | 7.   |